# SoftBank 6-2
SoftBank 6-2とは、かつて日本の携帯電話会社であるソフトバンクモバイル(現・ソフトバンク)が提供していた1.5GHz帯を使用したPDC方式の第二世代携帯電話サービス及びそのサービスに対応した端末である。新規加入申し込みは2008年3月31日をもって打ち切られ、2010年3月31日をもってサービスを終了、停波した。
ボーダフォンブランドでの旧称はV1.V2.V3.V4.V5.V6シリーズ。J-PHONEブランドでは、J-5Xシリーズが6・5シリーズに、J-0Xシリーズが4・3・2・1シリーズに相当した。SoftBank 2G、SoftBank PDCと呼ばれることもある。なお、SoftBank 6-2となっているが、実際にはSoftBank6シリーズは存在しない。

## 事業終了
ソフトバンクモバイルは、2008年3月31日をもって新規受付を終了し（2007年12月14日正式発表）、その後使用している1.5GHz帯の周波数再編の関係から「2010年3月31日までにサービスを終了する予定である」と正式に発表、2009年11月24日、「当該終了日の午前2時を以って全面停波する」と追加発表した。その後、予定通り2010年3月31日午前2時にサービスを終了した。
2007年12月時点で既に対応端末の製造が終了していたため新規契約・機種変更は事実上不可能であった（店舗に在庫があった場合や、白ロムを所持している場合は可能だったが、番号ポータビリティに限っては2008年3月以前も転入不可とされていた）。また、ソフトバンクプリペイドサービス利用者の通常契約への移行もできなくなった。ソフトバンクモバイルはSoftBank 3Gへの移行を利用者に薦めてきた。新規の基地局設置は行われていないため、3Gでは電波が届くところでも、在来の6-2（PDC）では届かない場合があった。ただし、山形県飛島地区など一部地域では逆に6-2のみ使用でき3Gが使用できないところも存在した。
2010年2月末日時点で約54万契約が残存していた。このうち約38万契約（うち約28万契約がプリペイド契約）が3Gに移行されずに強制解約された。

### 終了に伴う対応
6-2サービス終了に伴い、ソフトバンクモバイルは当該ユーザーに3G移行を促すため、3G変更に伴う手数料を無料にするキャンペーンを展開するなど、NTTドコモ同様に契約変更サポートを行ってきた。
終了当日（ソフトバンクモバイル取り扱い店舗の閉店時刻）までに変更措置を取らなかった場合は、解約したものとして取り扱われ、解約に伴う手数料を別途取られることとされた。またその後に3Gを契約したとしても、過去に6-2契約をしていたため、「新規加入」扱いはされないうえ、それまで積み上げてきたポイント等の特典を利用する権利も失われていた。なお、2010年9月30日までは強制解約された6-2の番号・メールアドレスで3Gの新規契約ができた。

## 主なサービス
- 写メール
ケータイで撮った写真を他人にメール方式で送ることができるサービス。ロングメール対応機（J-0Xシリーズ、V2-V4シリーズ、ソフトバンク2-4シリーズ）は6KBまで、スーパーメール対応機（J-5Xシリーズ、V5-V6シリーズ、ソフトバンク5-6シリーズ）は30KBまで対応。
- ムービー写メール
ケータイで撮ったムービーを他人にメール方式で送ることができるサービス。スーパーメール対応機のみ対応。
- ステーション
ケータイに情報が届くサービス。情報によって有料・無料があり、またそれぞれ更新時間が異なる。
- スカイメール
ソフトバンクモバイル・ツーカー同士で電話番号でメールを送受信できるサービス。
- スカイファックス
- S!アプリ
SoftBank 502Tは256ver2、SoftBank 403SHは50KB